# It's Cool to be Kind
It's Cool to be Kind er en dansk oplysningsfilm fra 2002, der er instrueret af Adam Buttenschøn og Thomas Holmaa.

## Handling
Filmen foregår på Guineabugtens strandbred, hvor der er et myldrende liv af unge mennesker fra Accra, hovedstaden i Ghana. Det meste af tiden er der liv og glade dage, men problemer kan pludseligt opstå, når mange skal tjene til dagen og vejen på samme smalle strimmel sand.